# Kevin Cogan
John Kevin Cogan (ur. 31 marca 1956 w Culver City w hrabstwie Los Angeles) – amerykański kierowca wyścigowy.

## Wczesna kariera / Formuła 1
W latach 70. XX wieku należał do czołowych zawodników serii Toyota Atlantic. Dwukrotnie – bez powodzenia – próbował zakwalifikować się wyścigów Formuły 1 (Grand Prix Kanady 1980 w Montrealu oraz Grand Prix USA 1981 w Long Beach).

## CART
W 1981 roku zadebiutował w serii CART w barwach O’Connell Racing. Już w swoim drugim starcie zajął drugie miejsce na torze owalnym w Milwaukee. Spory potencjał kierowcy zwrócił uwagę Rogera Penske, właściciela najlepszego ówcześnie zespołu w stawce i w 1982 roku Cogan został partnerem mistrza cyklu Ricka Mearsa, zastępując kończącego karierę sportową Bobby Unsera.
W swoim pierwszym starcie w nowych barwach zajął trzecie miejsce na torze owalnym w Phoenix, ale wkrótce jego reputacja doznała poważnego uszczerbku, który prześladował go właściwie do końca kariery. Podczas Indianapolis 500 Cogan ruszał do wyścigu z drugiego miejsca, ale tuż przed startem wpadł w poślizg, powodując zbiorowy karambol, eliminujący czołowych kierowców m.in. Mario Andrettiego oraz A.J. Foyta. Po tym wydarzeniu zebrał wiele druzgocących komentarzy pod swoim adresem, mimo kilku poszlak wskazujących na awarię techniczną samochodu.
W 1983 roku odszedł z zespołu Penske, po czym startował w barwach Bignotti-Cotter, All American Racers i Mike Curb Racing, nie odnosząc większych sukcesów i wciąż będąc w cieniu wydarzeń z 1982 roku.
W 1986 został kierowcą Kraco Enterprises, partnerując Michaelowi Andrettiemu. Na torze owalnym w Phoenix odniósł swoje jedyne zwycięstwo w karierze, a w klasyfikacji końcowej zajął szóste miejsce (podobnie jak w 1982), co było jego najlepszym wynikiem w historii startów w CART.
Jednak głównym punktem sezonu okazał się ponownie pechowy dla Cogana wyścig Indianapolis 500. Na dwanaście okrążeń przed końcem rywalizacji objął prowadzenie i zmierzał po pewne zwycięstwo, lecz piruet Arie Luyendyka spowodował ogłoszenie neutralizacji. Po jej zakończeniu Bobby Rahal popisał się znacznie lepszym startem i na ostatnich dwóch okrążeniach zapewnił sobie wygraną, a Cogan musiał zadowolić się drugim miejscem.
W 1987 roku startował w zespole Patrick Racing, u boku Emersona Fittipaldi, ale wskutek licznych awarii jednostek napędowych Chevroleta, sezon mógł spisać na straty. W latach 1988–1989 reprezentował barwy Machinists Union, ale ponownie głównym akcentem jego występów były liczne wypadki. W 1988 roku złamał rękę na torze ulicznym w Toronto, a rok później rozbił się w alei serwisowej podczas Indianapolis 500.
Od 1990 roku startował już tylko okazyjnie, równocześnie biorąc udział w wyścigach samochodów sportowych. W 1991 roku zaliczył kolejny groźny wypadek podczas Indianapolis 500, w którym złamał rękę i nogę.
Karierę sportową zakończył w 1993 roku. Obecnie zajmuje się biznesem.

## Starty w Indianapolis 500
| Rok  | Nadwozie | Silnik    | Start | Wynik | Uwagi              |
| ---- | -------- | --------- | ----- | ----- | ------------------ |
| 1981 | Phoenix  | Cosworth  | 12    | 4     |                    |
| 1982 | Penske   | Cosworth  | 2     | 30    | Wypadek na starcie |
| 1983 | March    | Cosworth  | 22    | 5     |                    |
| 1984 | Eagle    | Pontiac   | 27    | 20    | Piasta koła        |
| 1985 | March    | Cosworth  | 32    | 11    |                    |
| 1986 | March    | Cosworth  | 6     | 2     |                    |
| 1987 | March    | Chevrolet | 24    | 31    | Pompa oleju        |
| 1988 | March    | Cosworth  | 13    | 11    |                    |
| 1989 | March    | Cosworth  | 27    | 32    | Wypadek            |
| 1990 | Penske   | Buick     | 15    | 9     |                    |
| 1991 | Lola     | Buick     | 16    | 29    | Wypadek            |
| 1993 | Lola     | Chevrolet | 14    | 14    |                    |